# Pierre-Armand Colas
Pierre-Armand Colas es un deportista neocaledonio que compitió en judo. Ganó dos medallas de bronce en el Campeonato de Oceanía de Judo de 2006 en las categorías de –81 kg y abierta.

## Palmarés internacional
| Campeonato de Oceanía | Campeonato de Oceanía | Campeonato de Oceanía | Campeonato de Oceanía |
| Año                   | Lugar                 | Medalla               | Categoría             |
| --------------------- | --------------------- | --------------------- | --------------------- |
| 2006                  | Papeete (Francia)     | Medalla de bronce     | –81 kg                |
| 2006                  | Papeete (Francia)     | Medalla de bronce     | Abierta               |